# Pareiobledius
Pareiobledius is een geslacht van kevers uit de familie van de kortschildkevers (Staphylinidae).

## Soorten
- Pareiobledius alutellus (Bernhauer, 1934)
- Pareiobledius madegassa Scheerpeltz, 1969
- Pareiobledius pruinosus (Bernhauer, 1912)